# Tatauzoquico
Tatauzoquico är en ort i Mexiko.   Den ligger i kommunen Tlatlauquitepec och delstaten Puebla, i den sydöstra delen av landet, 170 km öster om huvudstaden Mexico City. Tatauzoquico ligger 2 096 meter över havet och antalet invånare är 1 970.
Terrängen runt Tatauzoquico är kuperad, och sluttar norrut. Runt Tatauzoquico är det ganska tätbefolkat, med 134 invånare per kvadratkilometer. Närmaste större samhälle är Teziutlan, 17,5 km öster om Tatauzoquico. I omgivningarna runt Tatauzoquico växer huvudsakligen savannskog.